# 가이 고마
가이 고마(프랑스어: Guy Goma 기 고마[*], 1969년~)는 콩고 공화국의 브라자빌 출신으로 영어를 유창하게 하지 못한다는 이유로 많은 회사에서 수없는 실패를 거듭했다. 그런데 2006년 5월 8일 월요일 영국 텔레비전 뉴스 방송국인 BBC 뉴스 24에서 우연히 생방송 인터뷰에 출연한 이후 유명인사가 되었다. 고마는 BBC에 기술자로 입사 면접을 위해 참석했을 때 상표 등록 문제 전문가 가이 큐니로 잘못 호명되어, 그가 거의 알지 못하는 주제인 애플사와 애플 컴퓨터 상표 등록 문제(Apple Corps v Apple Computer)에 관한 BBC 특집 생방송에 출연하게 되었는데 프로그램 MC의 질문에 순발력을 발휘해 대처함으로써 단번에 유명해졌다.